# (9514) Deineka
(9514) Deineka ist ein Asteroid des Hauptgürtels, der am 27. September 1973 von der ukrainisch-sowjetischen Astronomin Ljudmyla Schurawlowa am Krim-Observatorium in Nautschnyj (IAU-Code 095) entdeckt wurde.
Der Himmelskörper wurde am 18. März 2003 nach dem russischen Maler, Grafiker und Plastiker Alexander Alexandrowitsch Deineka (1899–1969) benannt, der 1937 mit der Goldenen Medaille der Pariser Weltausstellung ausgezeichnet wurde und von 1962 bis 1966 Vizepräsident der Akademie der Bildenden Künste der UdSSR war.